# Le Retour de Robin des Bois
Pour plus de détails, voir Fiche technique et Distribution.
Le Retour de Robin des Bois (Il cavaliere dai cento volti) est un film de cape et d'épée italien réalisé par Pino Mercanti et sorti en 1960.

## Synopsis
Le noble chevalier Riccardo d'Arce revient de la guerre d'Espagne dans sa patrie, où il avait été autrefois banni par le pays du duc Ambrogio Di Pallanza parce que sa mère avait dédaigné le duc. Il fait don à la chapelle de Saint-Georges d'une amulette en or qu'il avait arrachée au comte Fosco Di Vallebruna lors d'un tournoi, après quoi le comte vient ravir le bijou et Riccardo d'Arce le lui reprend. Peu après, le noble chevalier entame une idylle avec la fille ducale Bianca, qui est également convoitée par le comte. Il entretient une amitié profonde avec Ciro, le fils du duc, raison pour laquelle il lui demande de ramener l'amulette à la chapelle. Ciro est agressé, dépouillé de l'amulette et assassiné. Riccardo d'Arce, accusé d'être l'auteur du crime, doit par la suite se cacher.
Plus tard, un tournoi est organisé, dont le vainqueur recevra la fille du duc comme épouse, ainsi que tous les biens du duc. Comme le duc est désormais convaincu de l'innocence de Riccardo d'Arce, son écuyer, qui se fait passer pour son maître, est également admis comme combattant. À la grande consternation de Bianca, l'écuyer est gravement blessé et elle quitte la manifestation. Lorsque le noble Riccardo d'Arce arrive enfin au tournoi, un dernier duel oppose le noble au comte Di Vallebruna. Le comte revêt l'amulette d'or, est vaincu et se rend coupable du meurtre de Ciro, ce qui lui vaut d'être pendu. Pendant ce temps, Bianca, profondément désespérée par la mort présumée de son amant, veut se jeter dans un précipice, mais elle peut être sauvée au dernier moment par Riccardo d'Arce.

## Fiche technique
- Titre français : Le Retour de Robin des Bois ou Le Chevalier aux cent visages[1]
- Titre original italien : Il cavaliere dai cento volti[2],[3]
- Réalisateur : Pino Mercanti
- Scénario : Gino De Sanctis (it), Sergio Sollima
- Photographie : Carlo Bellero
- Montage : Jolanda Benvenuti (it)
- Musique : Michele Cozzoli
- Décors : Alfredo Montori (it)
- Production : Fortunato Misiano
- Société de production : Romana Film (it)
- Pays de production :  Italie
- Langue originale : italien
- Format : couleurs par Eastmancolor - 2,35:1 - Son mono - 35 mm
- Durée : 75 minutes
- Genre : film de cape et d'épée, film de chevalerie
- Dates de sortie :
  - Italie : 11 août 1960
  - France : 2 août 1961

## Distribution
- Lex Barker : Comte Riccardo d'Arce / Robin des Bois
- Liana Orfei : Zuela
- Livio Lorenzon : Comte Fosco Di Vallebruna
- Annie Alberti : Bianca di Pallanza
- Herbert A.E. Böhme : Duc Ambrogio Di Pallanza
- Alvaro Piccardi : Ciro Di Pallanza
- Tina Lattanzi : Ausonia
- Renato Izzo
- Dina De Santis : Cinzia
- Roberto Altamura : Rino
- Giovanni Vari : Quinto
- Franco Fantasia : chevalier d'argent
- Rios Lata
- Fedele Gentile : Giovanni
- Ignazio Balsamo : L'aide de camp de Fosco
- Giulio Battiferri : Bertuccio
- Gianni Solaro : Juge au tournoi
- Attilio Bossio
- Nadia Brivio : Barberina
- Maria Virginia Onorato
- Gérard Landry : Capitaine de la garde